# Мегуми Јокота
Мегуми Јокота (јап. 横田めぐみ; Нигата, 5. октобар 1964) — јапанска држављанка коју је у позну јесен 1977. године, када је била ученица ниже средње школе, киднаповао севернокорејски агент.
Тада тринаестогодишњакиња, постала је једна од најмање седамнаест Јапанаца које је Северна Кореја киднаповала касних седамдесетих и раних осамдесетих година двадесетог века. Влада ДНР Кореје признала је злочин, али је додала да је Јокота умрла у заточеништву. Међутим, њени родитељи и други јапански активисти верују да је она још увек жива, те у складу са тим воде јавну кампању за њен повратак из ДНРК у Јапан.

## Биографија
Мегуми Јокота је рођена 5. октобра 1964. године у приморском месту у Префектури Нигата, где је и живела. Дана 15. новембра 1977, док се ова тринаестогодишњакиња враћала из школе кући, киднапована је. Севернокорејски агенти, који су киднаповање и извршили, довукли су је до брода и исте вечери кренули ка Северној Кореји. У заточеништву су је приморали да учествује у обуци севернокорејских шпијуна. Наиме, она и остали киднаповани подучавали су шпијуне језику, култури и другим особеностима Јапана, како би ови могли да се уклопе у друштво.
Откривши Мегумин нестанак, њени родитељи нису били у могућности ништа да ураде. Скоро па дваседет година касније, у јануару 1997. године, детаљније информације о Јокотином нестанку открио им је Владин секретар Тацукичи Хјомото преко телефона. Случај је заједно са другим сличним изнет пред јапанску владу, која је затим почела да врши притисак на власти Северне Кореје. То је условило да 2002. године севернокорејска влада призна да је киднаповала јапанске држављане. Том приликом је речено да је Јокота извршила самоубиство 13. марта 1993. (касније исправљено на 1994), а послати су остаци за које се тврдило да су Јокотини. Јапански медицински стручњаци утврдили су ДНК тестом да послати остаци нису Јокотини, а њена породица је потврдила да Мегуми никад не би извршила самоубиство. Претпоставља се да је Мегумин киднапер агент Син Гвангсу (Sin Gwang-su).
Током живота у ДНР Кореји, Мегуми се 1986. удала за Ким Јонгнама (кореј. 김영남, 金英男), киднапованог грађанина Јужне Кореје. Пар је годину дана касније добио ћерку, Ким Унгјонг (кореј. 김은경), испрва представљену као Ким Хјегјонг (кореј. 김혜경). Јуна 2006. Ким Јонгнаму, који је у међувремену нашао другу жену, дозвољено је да се састане са својом породицом. Том приликом је потврдио да је Јокота извршила самоубиство 1994. године. Према његовом сведочењу, боловала је од менталне болести, а покушала је да се убије још и раније. Такође је тврдио да су остаци послати 2004. прави. Међутим, његове тврдње, као пуко понављање званичних речи Пјонгјанга, нису наишле на одобравање. Мегумин отац је изјавио да Јонгнаму није омогућена слобода говора приликом интервјуа у престоници Северне Кореје, додајући да му је вероватно било унапред речено шта да каже, као и да је изгледало као да чита скрипта. У јуну 2012. председник Групе за подршку рођацима киднапованих Чој Сонгрјонг (Choi Seong Ryong) рекао је да је дошао у поседство докумената Владе Северне Кореје у којима пише да је Јокота умрла од „депресије“ 14. децембра 2004. године.
Нарочито у Јапану влада мишљење да је Мегуми и даље жива. У новембру 2011. јужнокорејски часопис Weekly Chosun објавио је званични списак становника Пјонгјанга из 2005, на којем се налазила жена имена Кин Енгјонг, са датумом рођења истим као Јокотиним. Јапанска влада је потврдила да је проверила списак, али да не може са сигурношћу да утврди идентитет пописане жене. Касније је потврђено да је у питању Јокотина ћерка, коју власти ДНР Кореје држе под присмотром. Сматра се да Севернокорејци намеравају да Енгјонгову употребе као „џокера“ у будућим преговорима. Почетком марта 2014. године, Шигеру и Сакије Јокота, Мегумини родитељи, први пут су се срели са унуком, у монголској престоници Улан Батору (према договору да то буде било где, сем у Јапану).

## ДНК контроверза
У интервјуу за издање часописа Nature од 3. фебруара 2005. откривено је да је ДНК анализу Мегуминих остатака извршио Јоши Томио (Yoshii Tomio) са приватног токијског Универзитета Теикјо. Откривено је да је он тада био релативно нов члан установе, са статусом предавача, те да форензички одељак заправо и није имао професора. Томио је сам рекао да није имао претходног искуства са анализом кремираних посмртних остатака, као и да резултати тестова нису били сигурни. Додао је и то да је узорке, не веће од једног и по грама, могло да контаминира малтене било шта. Како су узорци потрошени у његовој лабораторији, независна провера није била могућа.
У едиторијалу за већ поменути журнал Nature од 17. марта исте године, јапански министар задужен за односе са јавношћу, Хиројуки Хосода (Hiroyuki Hosoda), окарактерисао је горенаведени чланак као неадекватну и неверну представу анализе коју је надгледала Влада. Сам журнал притом је нагласио следеће чињенице:

Јапан је у праву када сумња у сваку изјаву Северне Кореје. Али ситуација око ДНК анализе прешла је границу између научне слободе и мешања у политику. Интервју са научником који је спровео тестове указао је на могућност да су остаци контаминирани, те да је ДНК анализа неубедљива. Ова могућност нимало није пријатна за јапанску владу, која Северну Кореју жели да представи као преваранта.
Није могуће порећи чињеницу да су кости можда контаминиране. Али, такође је могуће и да Северна Кореја лаже. Проблем није у самој науци, већ у чињеници да се Влада меша у научна питања. Наука почива на претпоставци да би експерименти, као и сва неизвесност укључена у њих, требало да буду подложни преиспитивању. Зашто их је Јапан поверио само једном научнику, а не целом тиму?
Чини се да је оваква јапанска политика очајнички покушај да се надокнади дипломатски неуспех. Како год, интерпретација резултата ДНК тестова није на влади било које државе. Суочавање са Северном Корејом није забавно, али не оправдава кршење правила по питању одвојености науке и политике.

## Медијска пажња
О овом случају, поред бројних телевизијских, радио и новинских извештаја, сведоче и следећа дела:
- (документарац, Јапан, 2005)
- (документарац, САД, 2006)
- (ТВ специјал, Јапан, 2006)
- (песма Пола Стукија, САД, 2007)
- (документарна драма, Холандија/Јапан, 2007)
- (манга 2004/2005, веб-аниме 2008, Јапан)
- (песма Питера Фрамтона, УК, 2010)
- (песма Питера Фрамтона, УК, 2010)
- (позоришна представа, Јапан, 2010)